# جيريمياه دي. بوتكن
جيريمياه دي. بوتكن هو سياسي أمريكي، ولد في 24 أبريل 1849 في أتلانتا في الولايات المتحدة، وتوفي في 29 ديسمبر 1921 في ليبرال في الولايات المتحدة. نشط حزبياً في حزب الشعب. وقد انتخب عضو مجلس النواب الأمريكي ‏.